# Pleurophorus impressicollis
Pleurophorus impressicollis är en skalbaggsart som beskrevs av Karl Henrik Boheman 1858. Pleurophorus impressicollis ingår i släktet Pleurophorus och familjen Aphodiidae. Inga underarter finns listade i Catalogue of Life.